# Nicolás Terol
Nicolás Terol Peidro (Alcoy, 1988. szeptember 27. –) spanyol motorversenyző, sportigazgató.

## Karrierje
A MotoGP-ben 2004-ben mutatkozhatott be, a Derbi színeiben. Első győzelmét a hurrikán okozta heves esőzések miatt lerövidített 2008-as indianapolisi versenyen szerezte meg. 2011-ben a 125 köbcentiméteres géposztály világbajnoka.
2012-től 2014-ig a Moto2-ben indult. Első évében egy dobogós helyre tellett az erejéből, 2013-ban viszont már háromszor is győzni tudott. 2014 egy óriási visszaesés volt számára, ugyanis mindössze egyetlen alkalommal tudott pontot szerezni, akkor is kettőt, ez pedig csak az összetett huszonnyolcadik helyére volt elegendő.
2015-re a Superbike-világbajnokságban kapott szerződést a Althea Racingtől, azonban a kölcsönös elégedetlenség miatt nem töltötte ki kontraktusát. Legjobb eredménye egy 6. hely volt. Az idény hátralévő részében az eggyel kisebb géposztályban az MV Agusta Corse színeiben szerepelt. 
2016-ban maradt a Supersport-világbajnokságban és a Schmidt Racing szerződtette le, ahol szintén egy MV Augustával versenyzett. Dobogós, 3. helyezést ért el a spanyolországi Aragónban, majd saját döntése után távozott anélkül, hogy a szezon véget ért volna, mivel úgy vélte, hogy az MV Agusta nem elég versenyképes.
2017 februárjában bejelentette visszavonulását és egykori csapata, az Aspar Team versenyzői tanácsadója lett a Moto3 kategóriában. 2019-ben azonban visszatért, hogy rajthoz álljon a vadonatúj, elektromos MotoE-világkupában, ahol a bajnokság 12. helyén végzett. 2020-ban és 2021-ben a motoros Hosszútávú-világbajnokságon (FIM EWC) indult néhány futamon.
2022. szeptember 18-án ismertették, hogy az Aspar sportigazgatója lett, Gino Borsoi helyén.

## Eredményei

### Statisztika
| Szezon   | Géposztály | Motor    | Versenyek | Győzelem | Dobogó | Pole | Pont   | Hely |
| -------- | ---------- | -------- | --------- | -------- | ------ | ---- | ------ | ---- |
| 2005     | 125 cm³    | Derbi    | 13        | 0        | 0      | 0    | 1      | 36.  |
| 2006     | 125 cm³    | Derbi    | 16        | 0        | 0      | 0    | 53     | 14.  |
| 2007     | 125 cm³    | Derbi    | 17        | 0        | 0      | 0    | 19     | 22.  |
| 2008     | 125 cm³    | Aprilia  | 17        | 1        | 5      | 0    | 176    | 5.   |
| 2009     | 125 cm³    | Aprilia  | 16        | 1        | 4      | 0    | 179,5  | 3.   |
| 2010     | 125 cm³    | Aprilia  | 16        | 3        | 14     | 1    | 296    | 2.   |
| 2011     | 125 cm³    | Aprilia  | 16        | 8        | 11     | 7    | 302    | 1.   |
| 2012     | Moto2      | Suter    | 17        | 0        | 1      | 0    | 37     | 17.  |
| 2013     | Moto2      | Suter    | 17        | 3        | 4      | 1    | 150    | 7.   |
| 2014     | Moto2      | Suter    | 16        | 0        | 0      | 0    | 2      | 28.  |
| 2019     | MotoE      | Energica | 6         | 0        | 0      | 0    | 33     | 12.  |
| Összesen |            |          | 168       | 16       | 39     | 9    | 1248,5 |      |

### Teljes MotoGP-eredménylistája
(Táblázat értelmezése)

(Félkövér: pole-pozícióból indult; dőlt: leggyorsabb kört futott) 

| Év   | Géposztály | Motor    | 1      | 2      | 3      | 4      | 5       | 6      | 7      | 8      | 9      | 10     | 11     | 12     | 13     | 14     | 15     | 16     | 17     | 18     | Helyezés | Pont  |
| ---- | ---------- | -------- | ------ | ------ | ------ | ------ | ------- | ------ | ------ | ------ | ------ | ------ | ------ | ------ | ------ | ------ | ------ | ------ | ------ | ------ | -------- | ----- |
| 2004 | 125 cm³    | Aprilia  | RSA    | SPA    | FRA    | ITA    | CAT     | NED    | BRA    | GER    | GBR    | CZE    | POR    | JPN    | QAT    | MAL    | AUS    | VAL 22 |        |        | HN       | 0     |
| 2005 | 125 cm³    | Derbi    | SPA 15 | POR 23 | CHN 26 | FRA 22 | ITA 21  | CAT Ki | NED 16 | GBR 21 | GER Ki | CZE 19 | JPN    | MAL    | QAT    | AUS Ki | TUR 16 | VAL 16 |        |        | 36.      | 1     |
| 2006 | 125 cm³    | Derbi    | SPA 19 | QAT 16 | TUR 27 | CHN 19 | FRA Ki  | ITA 18 | CAT 11 | NED 15 | GBR 9  | GER 7  | CZE 7  | MAL 10 | AUS 11 | JPN 10 | POR Ki | VAL 11 |        |        | 14.      | 53    |
| 2007 | 125 cm³    | Derbi    | QAT 16 | SPA 14 | TUR 16 | CHN Ki | FRA 19  | ITA 12 | CAT 23 | GBR 24 | NED 17 | GER 22 | CZE 22 | SMR 18 | POR Ki | JPN 17 | AUS 13 | MAL 11 | VAL 11 |        | 22.      | 19    |
| 2008 | 125 cm³    | Aprilia  | QAT 10 | SPA 2  | POR 3  | CHN 8  | FRA 3   | ITA 7  | CAT Ki | GBR 18 | NED 9  | GER 7  | CZE 5  | SMR 5  | IND 1  | JPN 5  | AUS Ki | MAL 9  | VAL 2  |        | 5.       | 176   |
| 2009 | 125 cm³    | Aprilia  | QAT 7  | JPN 17 | SPA 10 | FRA 9  | ITA 2   | CAT 2  | NED 5  | GER 4  | GBR 4  | CZE 1  | IND 4  | SMR 2  | POR Ki | AUS 6  | MAL 5  | VAL 10 |        |        | 3.       | 179,5 |
| 2010 | 125 cm³    | Aprilia  | QAT 1  | SPA 2  | FRA 2  | ITA 2  | GBR 4   | NED 2  | CAT Ki | GER    | CZE 1  | IND 1  | SMR 2  | ARA 2  | JPN 2  | MAL 3  | AUS 3  | POR 2  | VAL 3  |        | 2.       | 296   |
| 2011 | 125 cm³    | Aprilia  | QAT 1  | SPA 1  | POR 1  | FRA 2  | CAT 1   | GBR 8  | NED Ni | ITA 1  | GER 4  | CZE Ki | IND 1  | SMR 1  | ARA 1  | JPN 2  | AUS 6  | MAL 5  | VAL 2  |        | 1.       | 302   |
| 2012 | Moto2      | Suter    | QAT 23 | SPA 27 | POR 16 | FRA 13 | CAT 15  | GBR 20 | NED 17 | GER 14 | ITA 13 | IND 13 | CZE 12 | SMR 15 | ARA 13 | JPN 19 | MAL Ki | AUS 18 | VAL 3  |        | 18.      | 36    |
| 2013 | Moto2      | Suter    | QAT 14 | AME 1  | SPA 5  | FRA Ki | ITA 2   | CAT 16 | NED 17 | GER Ki | IND 12 | CZE 6  | GBR 11 | RSM 10 | ARA 1  | MAL 18 | AUS 9  | JPN 6  | VAL 1  |        | 7.       | 150   |
| 2014 | Moto2      | Suter    | QAT Ki | AME Ki | ARG 14 | SPA Ni | FRA 21  | ITA 24 | CAT 20 | NED 22 | GER 19 | IND 21 | CZE 25 | GBR    | RSM Ki | ARA 29 | JPN 22 | AUS 18 | MAL 24 | VAL 18 | 28.      | 2     |
| 2019 | MotoE      | Energica | GER 10 | AUT 14 | RSM1 8 | RSM2 9 | VAL1 13 | VAL2 9 |        |        |        |        |        |        |        |        |        |        |        |        | 12.      | 33    |

### Teljes Superbike-eredménylistája
| Év   | Motor  | 1     | 1     | 2      | 2      | 3     | 3      | 4     | 4      | 5   | 5   | 6      | 6      | 7      | 7      | 8   | 8   | 9   | 9   | 10  | 10  | 11  | 11  | 12  | 12  | 13  | 13  | Helyezés | Pont |
| Év   | Motor  | V1    | V2    | V1     | V2     | V1    | V2     | V1    | V2     | V1  | V2  | V1     | V2     | V1     | V2     | V1  | V2  | V1  | V2  | V1  | V2  | V1  | V2  | V1  | V2  | V1  | V2  | Helyezés | Pont |
| ---- | ------ | ----- | ----- | ------ | ------ | ----- | ------ | ----- | ------ | --- | --- | ------ | ------ | ------ | ------ | --- | --- | --- | --- | --- | --- | --- | --- | --- | --- | --- | --- | -------- | ---- |
| 2015 | Ducati | AUS 8 | AUS 6 | THA 12 | THA 12 | SPA 7 | SPA 10 | NED 9 | NED Ki | ITA | ITA | GBR 12 | GBR Ki | POR 15 | POR 15 | SMR | SMR | USA | USA | MAL | MAL | SPA | SPA | FRA | FRA | QAT | QAT | 17.      | 54   |

### Teljes Supersport-eredménylistája
| Év   | Motor     | 1      | 2      | 3     | 4      | 5     | 6      | 7      | 8      | 9   | 10    | 11     | 12    | Helyezés | Pont |
| ---- | --------- | ------ | ------ | ----- | ------ | ----- | ------ | ------ | ------ | --- | ----- | ------ | ----- | -------- | ---- |
| 2015 | MV Agusta | AUS    | THA    | SPA   | NED    | ITA   | GBR    | POR    | ITA    | MAL | SPA 5 | FRA 14 | QAT 6 | 18.      | 23   |
| 2016 | MV Agusta | AUS 11 | THA Ki | SPA 3 | NED 13 | ITA 9 | MAL Ki | GBR Ki | ITA 18 | GER | FRA   | SPA    | QAT   | 17.      | 31   |